# Abide with Me
Abide with Me est une hymne chrétienne. 

## Histoire
Il a été écrit par l'anglican écossais Henry Francis Lyte (en) en 1847, et le plus souvent chantée sur la musique d'Eventide par William Henry Monk (en) composée en 1861. Lyte a écrit le poème sur son lit de mort, gravement atteint par la tuberculose ; il ne survécut que trois semaines après avoir terminé son chant.
L'hymne est jouée pour les cérémonies religieuses, les cérémonies militaires dans tout le commonwealth, et à l'occasion de deux évènements sportifs : La Coupe d'Angleterre de football et la Coupe d'Angleterre de rugby à XIII ,.  Elle est utilisée comme chant par les supporters. Elle a également été utilisée dans de nombreux films et cérémonies officielles telles que la cérémonie d'ouverture des Jeux olympiques d'été de 2012. C'était l'hymne religieux préféré de Gandhi.
Le pianiste de jazz Thelonious Monk la joue comme un clin d'œil sur son album Monk's Music (bien que Thelonious et William Henry Monk aient le même patronyme, il est peu probable que ce dernier soit l'ancêtre de l'autre).

## Paroles
L'hymne est une prière à Dieu de rester avec le chanteur toute sa vie, à travers les épreuves et la mort.

Abide with me; fast falls the eventide;

The darkness deepens; Lord with me abide.

When other helpers fail and comforts flee,

Help of the helpless, O abide with me.

Swift to its close ebbs out life's little day;

Earth's joys grow dim; its glories pass away;

Change and decay in all around I see;

O Thou who changest not, abide with me.

Not a brief glance I beg, a passing word,

But as Thou dwell'st with Thy disciples, Lord,

Familiar, condescending, patient, free.

Come not to sojourn, but abide with me.

Come not in terrors, as the King of kings,

But kind and good, with healing in Thy wings;

Tears for all woes, a heart for every plea.

Come, Friend of sinners, thus abide with me.

Thou on my head in early youth didst smile,

And though rebellious and perverse meanwhile,

Thou hast not left me, oft as I left Thee.

On to the close, O Lord, abide with me.

I need Thy presence every passing hour.

What but Thy grace can foil the tempter's power?

Who, like Thyself, my guide and stay can be?

Through cloud and sunshine, Lord, abide with me.

I fear no foe, with Thee at hand to bless;

Ills have no weight, and tears no bitterness.

Where is death's sting? Where, grave, thy victory?

I triumph still, if Thou abide with me.

Hold Thou Thy cross before my closing eyes;

Shine through the gloom and point me to the skies.

Heaven's morning breaks, and earth's vain shadows flee;

In life, in death, O Lord, abide with me.
— Henry Francis Lyte

## En français
Il existe deux versions françaises de ce cantique, dont l'une, par Ruben Saillens, est très fidèle à l'original, notamment par l'emploi de la première personne du singulier.
Reste avec moi, c'est l'heure où le jour baisse.

L'ombre grandit, Seigneur, attarde-toi !

Tous les appuis manquent à ma faiblesse :

Force du faible, ô Christ, reste avec moi !

Le flot des jours rapidement s'écoule ;

Leur gloire est vaine et leur bonheur déçoit.

Tout change et meurt, tout chancelle et s'écroule.

Toi qui ne change pas, reste avec moi !

J'ose implorer plus qu'un regard qui passe !

Viens, comme à tes disciples autrefois.

Plein de douceur, de tendresse et de grâce

Et pour toujours, Seigneur, reste avec moi !

Viens, mais non pas armé de ta colère !

Parle à mon cœur, apaise mon émoi !

Étends sur moi ton aile tutélaire ;

Ami des pécheurs, reste avec moi !

Heure après heure, il me faut ta présence ;

Le tentateur ne redoute que toi.

Qui donc prendrait contre lui ma défense ?

Dans l'ombre ou la clarté, reste avec moi !

Montre ta Croix à ma vue expirante !

Et que ton ciel s'illumine à ma foi !

L'ombre s'enfuit, voici l'aube éclatante !

Dans la vie et la mort, reste avec moi !
— Ruben Saillens
Une autre version est due à un pasteur protestant genevois en 1881, à la première personne du pluriel, pour en faire un hymne collectif.
Reste avec nous, Seigneur : le jour décline,

La nuit s'approche et nous menace tous ;

Nous implorons ta présence divine :

Reste avec nous, Seigneur, reste avec nous !

En toi nos cœurs ont salué leur Maître ;

En toi l'Église a trouvé son Époux ;

Sous ton regard l'âme se sent renaître :

Reste avec nous, Seigneur, reste avec nous !

Les vains bonheurs de ce monde infidèle

N'enfantent rien que regrets et dégoûts ;

Nous avons soif d'une joie éternelle :

Reste avec nous, Seigneur, reste avec nous !

Dans nos combats, au sein de la détresse,

Si l'ennemi nous accable de coups

Que ta puissance arme notre faiblesse :

Reste avec nous, Seigneur, reste avec nous !

Sous ton regard, la joie est sainte et bonne ;

Près de ton cœur, les pleurs mêmes sont doux.

Quoi que ta main nous enlève ou nous donne,

Reste avec nous, Seigneur, reste avec nous !

[D'en haut, Seigneur, ta voix nous encourage,

Nous redisant : « Je demeure avec vous ».

Jour après jour, jusqu'au bout du voyage,

Dans ton amour, tu restes près de nous.
— Jacques-François « Francis » Chaponnière

## Vidéographie
Interprétation par la britannique Lizzie Jones de « Abide with me » au stade de Wembley en 2015